# Muides-sur-Loire
 Muides-sur-Loire  ist eine französische Gemeinde mit 1250 Einwohnern (Stand 1. Januar 2022) im Département Loir-et-Cher in der Region Centre-Val de Loire; sie gehört zum Arrondissement Blois und zum Kanton La Beauce.
Nachbargemeinden von Muides-sur-Loire sind  Courbouzon im Norden, Saint-Laurent-Nouan im Nordosten, Crouy-sur-Cosson im Osten, Thoury im Südosten,  Chambord im Süden, Saint-Dyé-sur-Loire im Südwesten, Suèvres im Westen und Mer im Nordwesten.

## Bevölkerungsentwicklung
| Jahr      | 1962 | 1968 | 1975 | 1982 | 1990 | 1999 | 2007 | 2012 |
| Einwohner | 551  | 741  | 786  | 884  | 1115 | 1158 | 1317 | 1348 |

## Sehenswürdigkeiten
Im Mittelalter teilten sich sechs Herren das Gebiet von Muides: La Bourdillère, Les Vaillants, Colliers, L'île de Collier, Les Marais, La Motte. Doch keiner war begütert genug, um sich als Seigneur de Muides zu bezeichnen. Bis heute existieren drei Herrenhäuser im Ort:
- Schloss Colliers (18. Jahrhundert, Privatbesitz, Monument historique 1991)
- Schloss Les Marais (oder Schloss Muides-sur-Loire)
- Schloss La Cressonière (auch Closerie de Bel Air, die heutige Mairie)

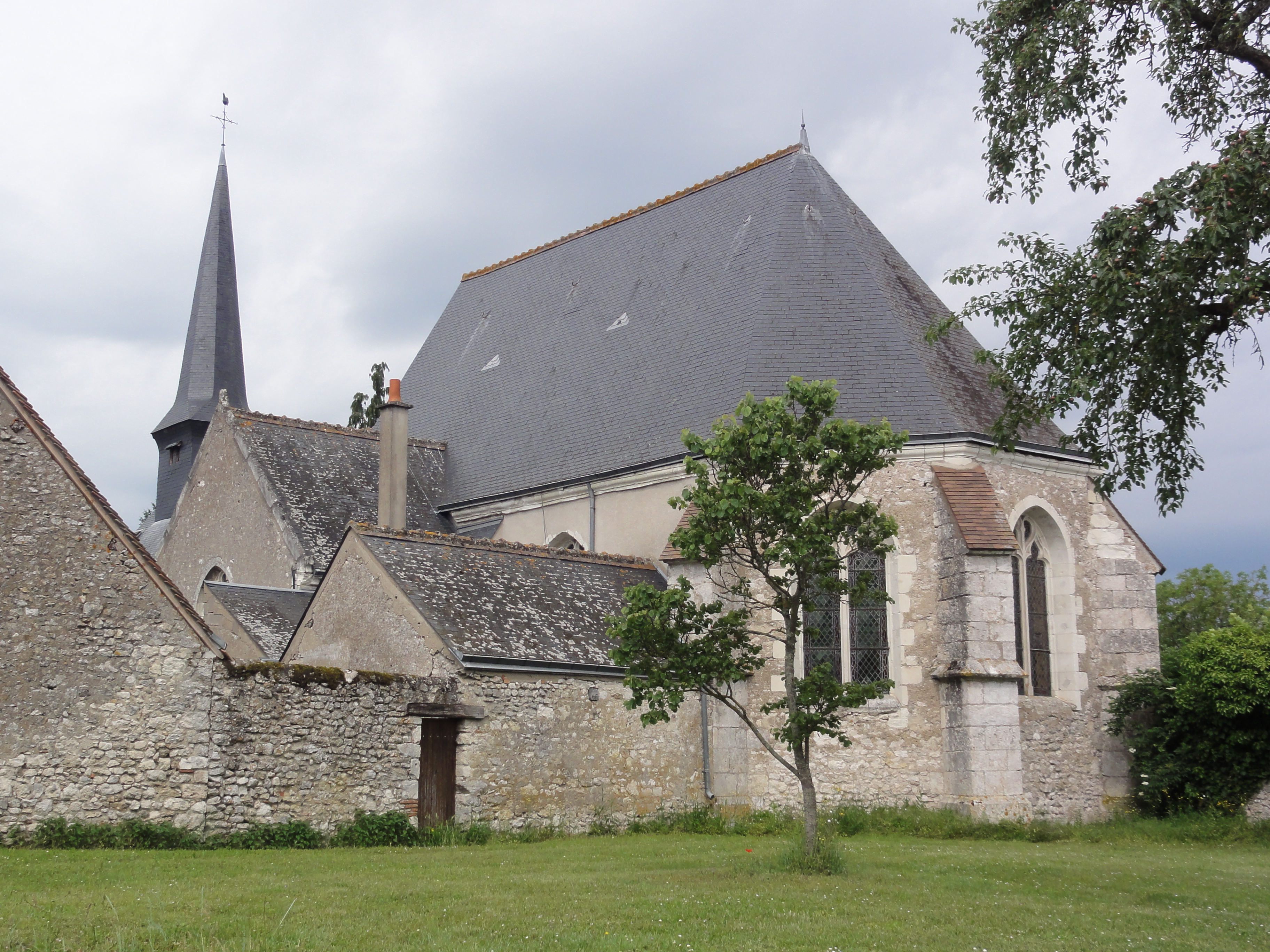
Kirche
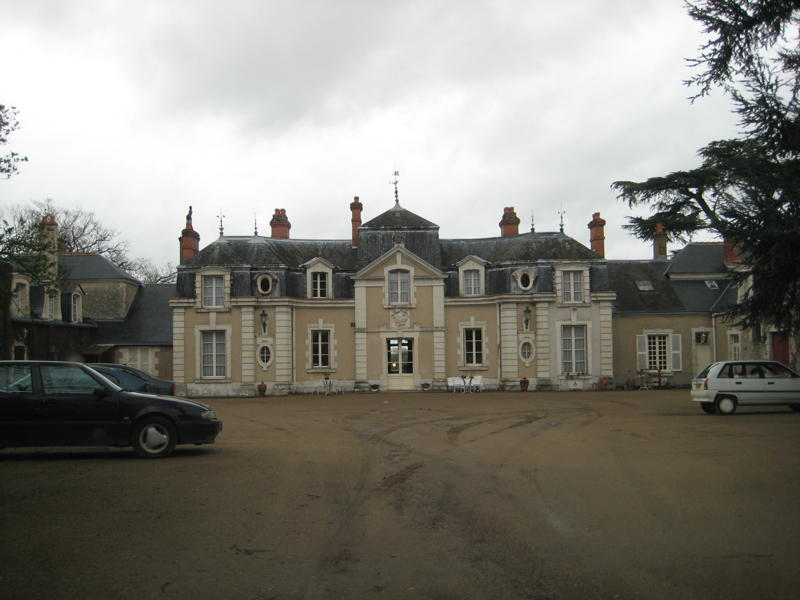
Schloss Colliers
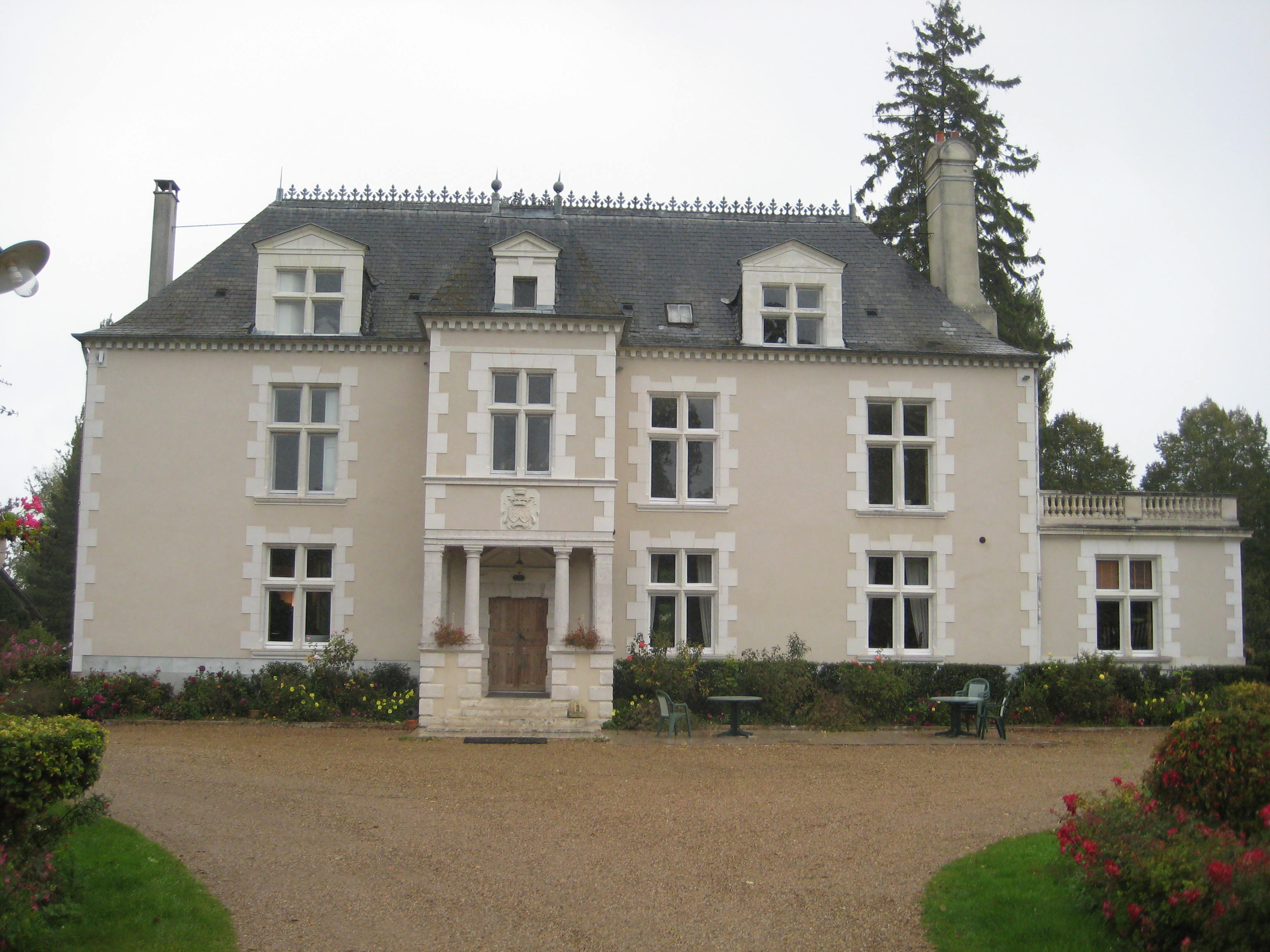
Schloss Les Marais
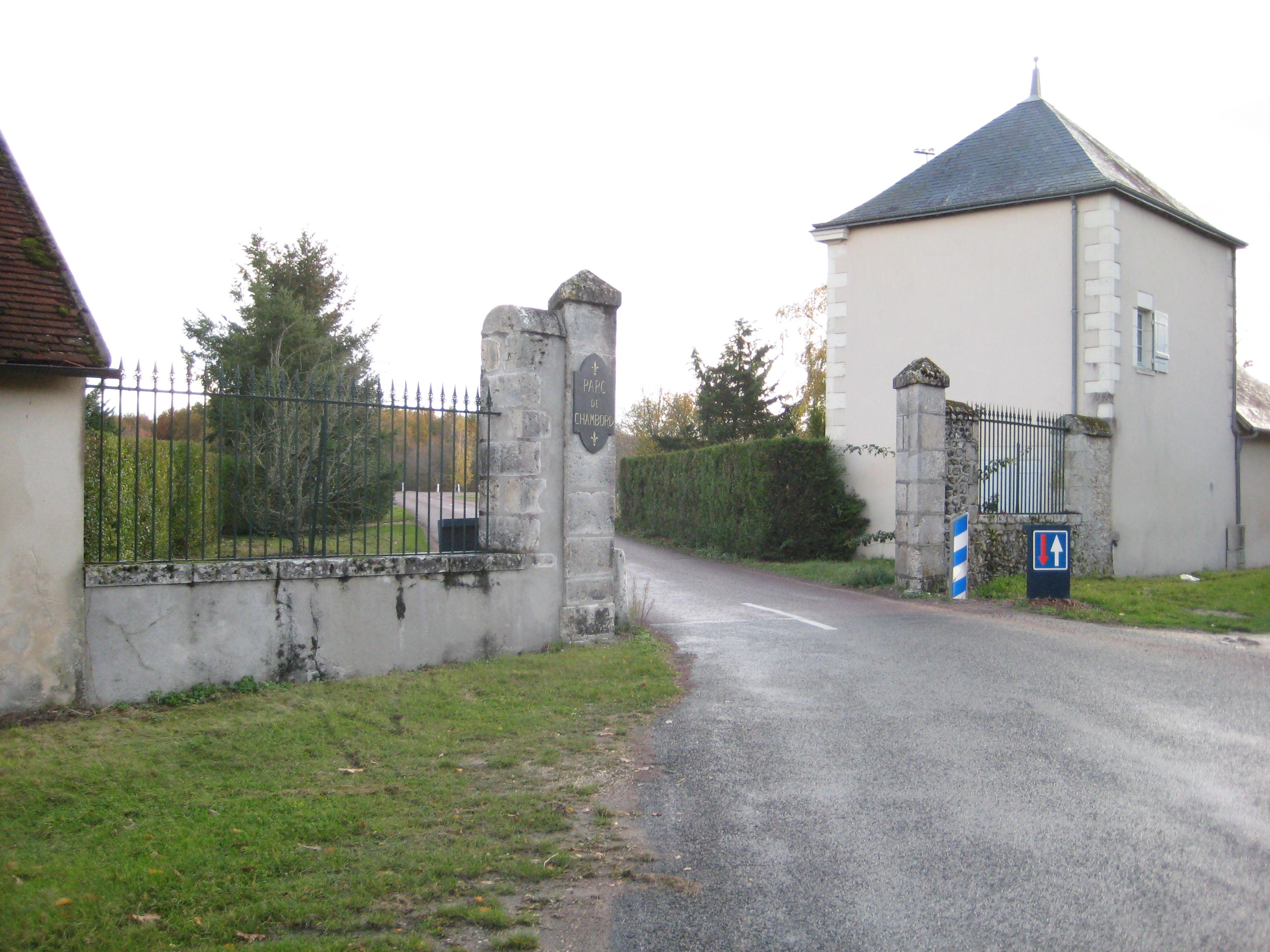
Pavillon de Muides an der Verbindung zum Park von Chambord
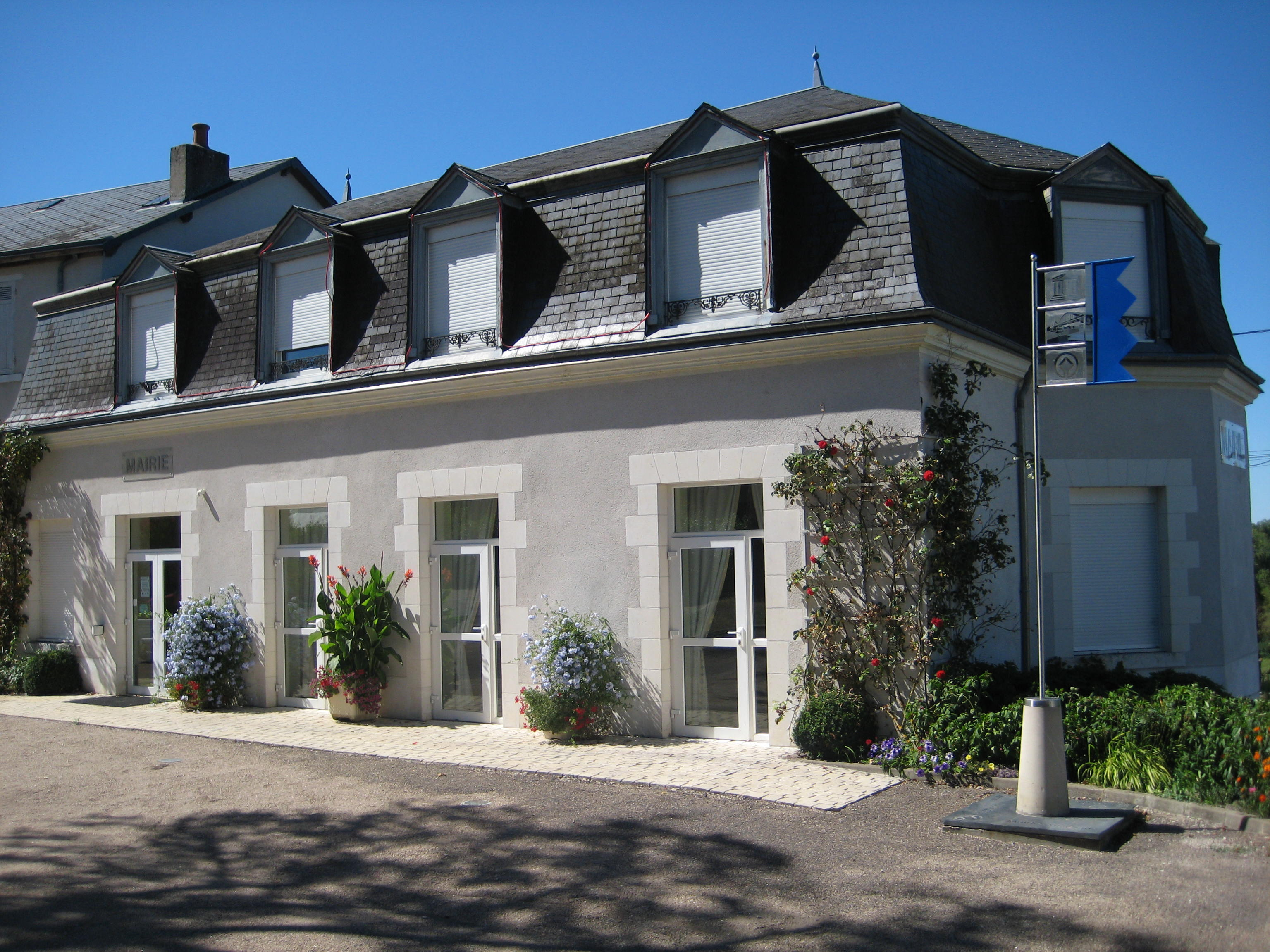
La Cressonière (heutige Mairie)

## Persönlichkeiten
- Das Haus Clermont-Tonnerre
- Claude de Rohan-Gié (La Comtesse de Thoury)
- Ange-Jacques Gabriel (1698–1782), Architekt, Erbauer von Schloss Colliers
- Pierre de Rigaud (1698–1778), Besitzer von Schloss Colliers
- François-Pierre de Rigaud de Vaudreuil (1703–1779), Gouverneur von Trois-Rivières und Montréal, starb auf Schloss Colliers